# 天主教雷澤克內-阿格洛納教區
天主教雷澤克內-阿格洛納教區（拉丁語：Dioecesis Rezeknensis-Aglonensis、拉脫維亞語：
）是羅馬天主教在拉脫維亞的一個教區，屬天主教里加總教區。成立於1995年12月2日。
教區包括傳統上稱為拉特加萊的地區，座堂位於雷澤克內。2010年有教友107,215人，佔轄區總人口27.6%。教區下轄109個堂區，有五十八名司鐸。現任主教為雅尼斯·布利斯。